# Syphrea
Syphrea es un género de escarabajos de la familia Chrysomelidae. En 1876 Baly describió el género.
Hay alrededor de 100 especies en Norteamérica y en los Neotrópicos.
Algunas especies:
- Syphrea burgessi
- Syphrea curtipes (Bechyne, 1997)
- Syphrea flavicollis
- Syphrea jolyi (Bechyne, 1997)
- Syphrea nana
- Syphrea nitidiventris
- Syphrea trifurcata (Bechyne, 1997)